# Heaven Below
Gli Heaven Below sono un gruppo musicale hard rock statunitense, fondato nel 2008 a Los Angeles.

## Storia
La band viene fondata nel 2008 da Patrick Kennison (The Union Underground), Marty O'Brien (Disturbed, We Are the Fallen) e dal batterista Chad Clark, per registrare un video per la canzone The Laughing Dead, scritta da Kenninson. Nel 2008, al gruppo si aggiunge il chitarrista Dave Comer. Più tardi, nello stesso anno, Comer e O'Brien vennero rimpiazzati, rispettivamente, dal chitarrista Jesse Billson e dal bassista John Younger.
L'11 febbraio 2009 pubblicano il loro primo album, Countdown to Devil. Per promuovere il loro disco, intrapresero un tour chiamato "The Texas Takeover Tour". Negli ultimi mesi del 2009, la band pubblicò un disco, reperibile esclusivamente in download digitale, intitolato Reworking the Devil, che conteneva delle tracce live e versioni alternative delle tracce del primo album.
Il 17 agosto 2010 la band pubblica un EP omonimo, contenente 6 tracce tra demo di vecchie canzoni e tracce inedite. Dopo la pubblicazione dell'EP, Chad Clark lascia la band e viene rimpiazzato da Elias Andra (Dead by Sunrise, Julien-K).
Il 18 ottobre 2012, pubblicano il loro secondo album, Falling From Zero.
Il 10 febbraio 2015, il gruppo rivela la copertina del terzo album in studio, Good Morning Apocalypse. Dopo la firma con la EMP Label Group il gruppo ha stabilito la data di pubblicazione del disco per il 14 ottobre 2016; l'album vede la partecipazione di Lita Ford, Kobra Paige (Kobra and the Lotus), Jason McMaster (Dangerous Toys) e Udo Dirkschneider.

## Formazione

### Formazione attuale
- Patrick Kennison - voce, chitarra ritmica (2008-presente)
- Jesse Billson - chitarra solista (2008-presente)
- John Younger - basso (2008-presente)

### Ex componenti
- Marty O'Brien - basso (2008)
- Dave Comer - chitarra solista (2008)
- Chad Clark - batteria (2008-2010)
- Elias Andra - batteria (2010-2012)

## Discografia

### Album studio
- 2009 – Countdown to Devil
- 2012 – Falling From Zero
- 2016 – Good Morning Apocalypse

### EP
- 2010 – Heaven Below

### Raccolte
- 2013 – Dos Diablos Digital Box Set

### Singoli
- 2009 – When Daylight Dies
- 2010 – The Mirror Never Lies: Mega
- 2010 – Dodging a Bullet